# Монтебијанко Алто (Анкона)
Монтебијанко Алто је насеље у Италији у округу Анкона, региону Марке.
Према процени из 2011. у насељу је живело 12 становника. Насеље се налази на надморској висини од 96 м.